# Alphabet maltais
Vous lisez un « article de qualité » labellisé en 2011.
Cette page contient des caractères spéciaux ou non latins. S’ils s’affichent mal (▯, ?, etc.), consultez la page d’aide Unicode.
L’alphabet maltais est l’alphabet utilisé pour écrire le maltais. C’est le seul exemple d'alphabet permettant d'écrire une langue sémitique qui soit fondé sur l’alphabet latin moderne. Pour cela, il comprend, outre les lettres de l'alphabet latin, des lettres diacritées qui l’enrichissent afin d’exprimer le plus correctement possible les phonèmes, les sonorités et intonations sémitiques.
Il a fallu environ deux siècles et plus de douze versions différentes pour que l’alphabet actuel fût finalement fixé officiellement le 1er janvier 1934. La création de cet alphabet était indispensable pour permettre à la langue maltaise de ne plus être seulement une langue parlée.
Cette entreprise s’est heurtée à de nombreuses difficultés : d'ordre technique afin d'adapter l'alphabet latin à une langue sémitique ; d’ordre politique, car sur ce terrain de l’écriture s’affrontaient les indépendantistes maltais, les partisans de l’irrédentisme italien et l’occupant anglais ; enfin, les religions et les traditions s’opposaient aussi sur ce sujet, certains n’acceptant pas de reconnaître l’origine arabe de la langue.
La création de cet alphabet est due surtout à la volonté d’un petit nombre de lettrés maltais.
L’alphabet maltais comprend 25 lettres composant 30 graphèmes
| A | B | Ċ | D | E | F | Ġ | G | GĦ | H | Ħ | I | IE | J | K | L | M | N | O | P | Q | R | S | T | U | V | W | X | Z | Ż |
| a | b | ċ | d | e | f | ġ | g | għ | h | ħ | i | ie | j | k | l | m | n | o | p | q | r | s | t | u | v | w | x | z | ż |

## Création de l'alphabet 1750 - 1934
Le maltais est très longtemps resté une langue uniquement parlée ; la population communiquait en maltais mais les lettrés utilisaient le sicilien pour tous les écrits. En fait, du siculo-arabe au maltais, le parlé et l’écrit suivront sur l’archipel maltais une évolution parallèle à celle de la Sicile, celle-ci allant du siculo-arabe vers le sicilien.
Si l'on peut estimer les origines du maltais vers le XIe siècle, c'est seulement au XVe siècle qu'apparaissent dans des actes notariés les premières traces écrites du maltais. Ces actes sont rédigés en sicilien, mais les noms de personne et de lieu sont souvent écrits en maltais avec une transcription phonologique ou phonétique. L'alphabet n'étant pas adapté, cette transcription est aléatoire, et, à un phonème maltais correspondent des graphèmes siciliens souvent différents (la transcription du son « k » ou « ch » et « i » ou « j » donne la graphie plutôt maltaise « knisja » ou plutôt sicilienne « chnisia » pour transcrire « église »).
Nous ne savons pas si le maltais, avant le XVe siècle, a pu être écrit avec l’alphabet arabe, aucun texte n’est connu, si ce n'est quelques rares cas d’expériences plus récents non significatifs.
Phonétiquement, les consonnes latines b, d, f, l, m, n, p, r, s, t ne posent pas de problèmes aussi bien pour le maltais que pour le sicilien. En revanche, les lettres c, g, h, j, k, q, v, x, z, prononcées à la sicilienne, ne peuvent retranscrire correctement les phonèmes maltais. Ils seront, entre autres, transcrits plus tard par « ċ », « ġ », « għ », « ħ » ou « ż ».

### Premières tentatives 1750 - 1841

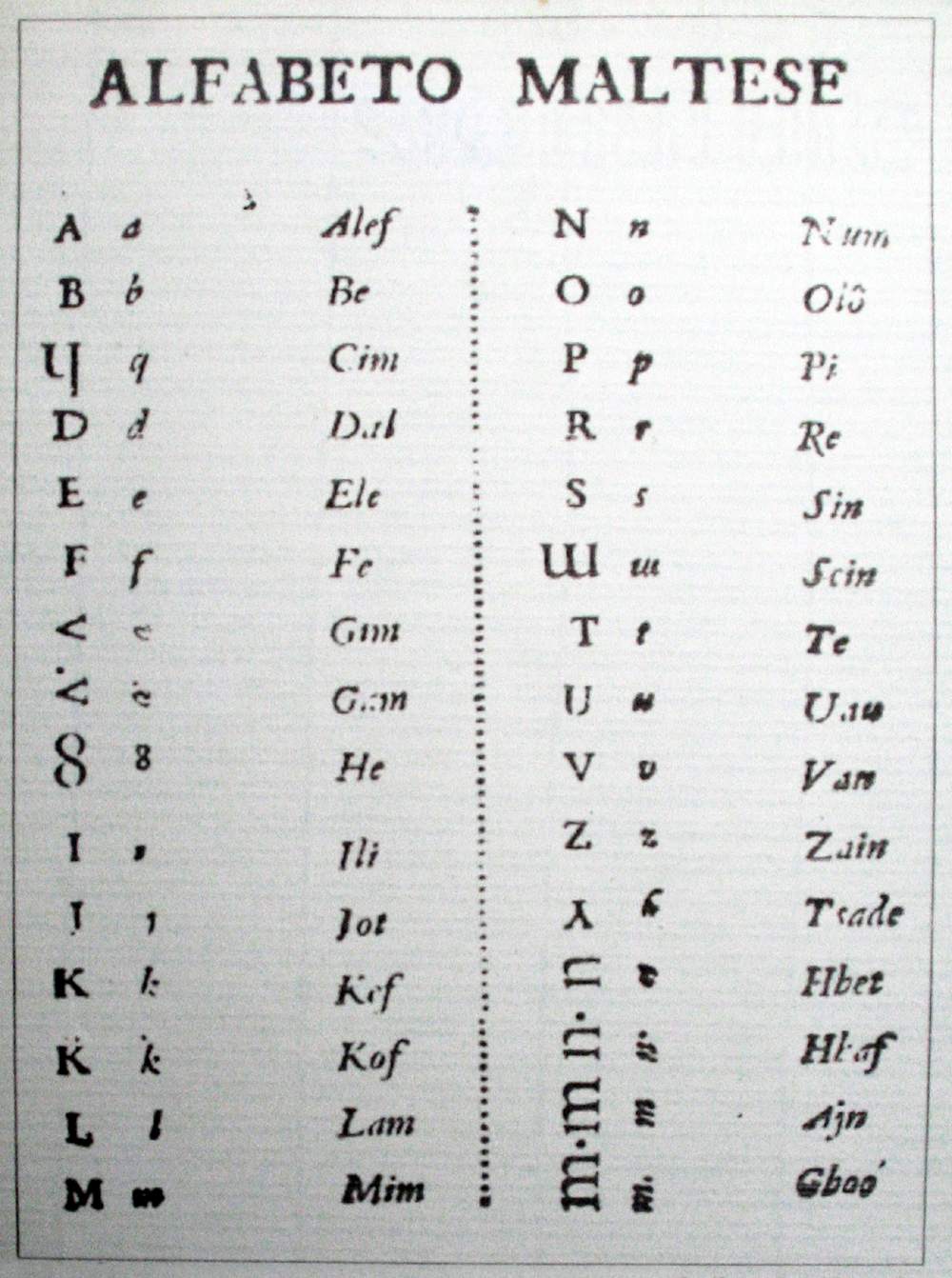
Premier alphabet de Mikiel Anton Vassalli publié dans Alfabeto maltese en 1788

Le premier à s’intéresser au problème de transcription du maltais est le chanoine Gian Pietro Francesco Agius de Soldanis qui écrit en 1750 un livre en deux parties : Descrizione della Lingua Punica (Description de la langue punique) et Nuova Scuola di Grammatica (Nouveau Cours de grammaire). Mais comme le phénicien est une langue encore pratiquement inconnue, la première communication de Jean-Jacques Barthélemy ne date que de 1854, Soldanis pense que le maltais est d'origine punique, dans son esprit non arabe ou sémitique, il fait donc de sa grammaire, une grammaire latine inspirée du sicilien. Elle commence par la définition d’un alphabet spécifique au maltais. Il sera le premier à poser le principe, pour le maltais, d'un seul graphème pour un seul phonème :
- a, b, c (pour ċ actuel), d, e, f, gk (pour g), g (pour ġ), ch (pour ħ), i, j, k, l, m, n, o, p, k  (pour q), r, s, t, u, v, sc (pour x), z[3].

Pratiquement en même temps, Dom Frangisk Wizzino écrit en 1752 Tagħlim Nisrani (Apprentissage chrétien), moitié en maltais, moitié en italien. A-t-il eu connaissance du principe établi par de Soldanis ? En tout cas, il ne respecte pas la correspondance d'un graphème pour un phonème :
- a, b, ce/ci (pour ċ actuel), ca/co/cu (pour k), d, e, f, ge/gi (pour ġ), ga/go/gu (pour g), hh (pour ħ), i, j, k (pour q), l, m, n, o, p, r, s, sch (pour sk), t, u, v, w, sc (pour x), z[5].

Celui qui plus tard sera appelé « le père de la langue maltaise », un patriote maltais, Mikiel Anton Vassalli étudie de façon plus scientifique le parler du peuple et principalement celui de Żebbuġ, sa ville natale, qu’il estime être le maltais le plus pur. En effet, il considère que l’écriture du maltais doit refléter le plus précisément possible le parler populaire. En 1788, Vassalli publie dans Alfabeto Maltese (Alphabet maltais) son premier alphabet connu qui n’est encore qu’une transcription utilisant un alphabet latin augmenté de dix autres signes. Ce qui lui permet de transcrire les dix phonèmes qu’il a identifiés comme étant différents des sonorités italiennes.

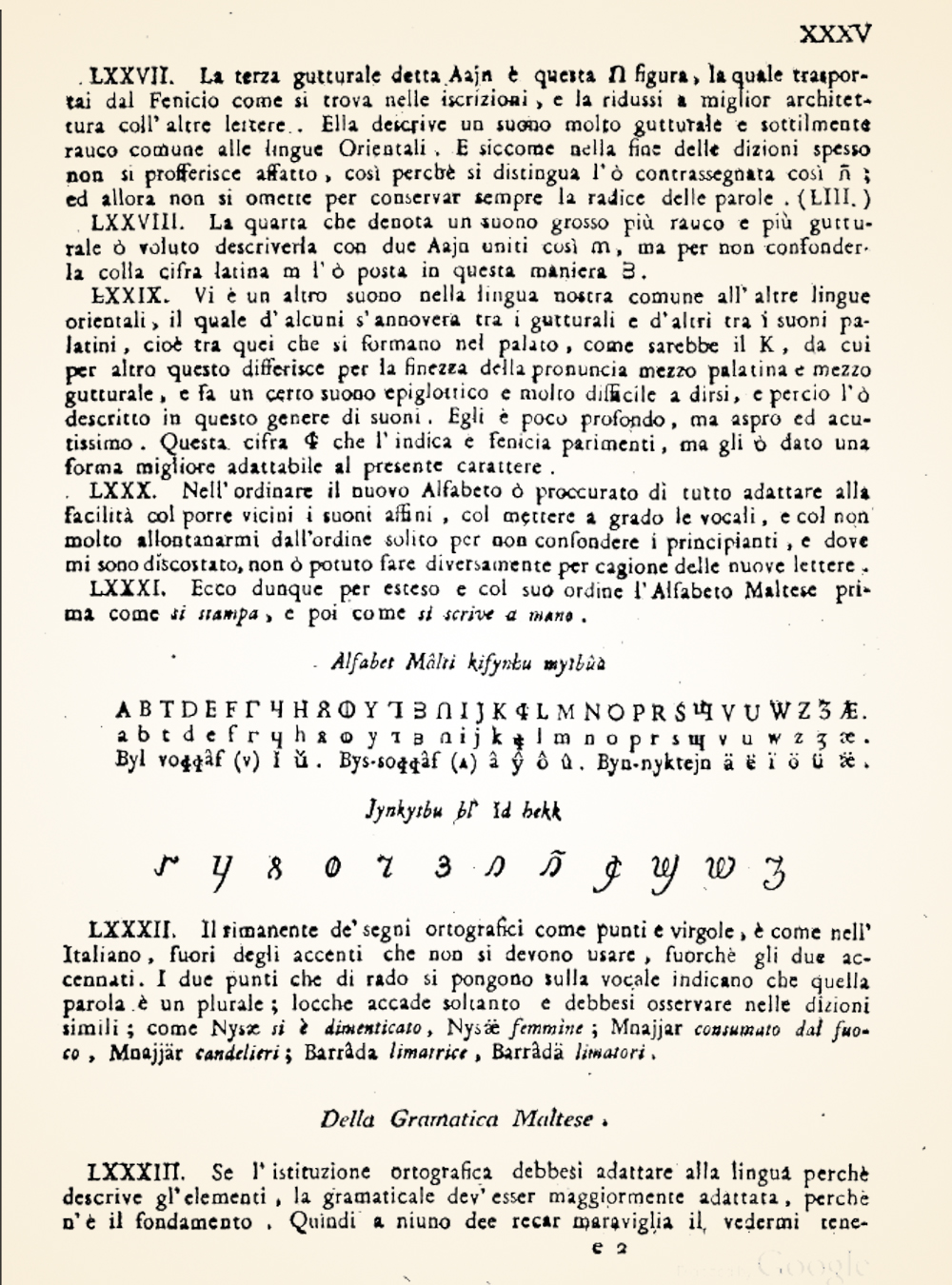
Troisième alphabet de Mikiel Anton Vassalli tiré de l'édition originale de 1796 du Lexicon.

Pendant son exil à Rome, il publie en 1790 Alfabett Malti Mfisser bil-Malti u bit-Taljan (Alphabet maltais défini avec le maltais et avec l’italien). Il y complète l’alphabet latin avec dix lettres qui donnent au maltais une sonorité plus sémitique. Il en emprunte au grec, au russe et à l’arabe, tandis que, en 1791, trois lettres sont de sa création (ⵖ, ⵄ, ʓ) :
- a, b, c, ɥ (pour ċ actuel), d, e, f, ɣ. (pour ġ), ɣ (pour g), ع (pour għ), غ (pour gḥ), h, ⵖ (pour ħ), ⵄ (pour ḥ), i, у (pour ie court), ў (pour ie long), j, k, l, m, n, o, p, ¢ (pour q), r, s, t, u, v, w, ɰ (pour x), z, ʓ (pour ż)[6].

En 1796, dans Lexikon (Lexique), il simplifie une première fois son alphabet en remplaçant les graphèmes arabes par d'autres signes et en introduisant un digramme æ pour transcrire le phonème « ie » long :
- a, b, ɥ (pour ċ actuel), d, e, f, Г (pour ġ), ⴳ (pour g), h, ɸ (pour ħ), 7 (pour għ), 3, (pour gḥ), ∩ (pour kh), i, y (pour ie court), æ (pour ie long), j, k, l, m, n, o, p, ¢ (pour q), r, s, t, u, v, w, ɰ (pour x), z, ʓ (pour ż)[6].

Pendant son long exil en France ou après son retour à Malte, où il enseigne à la première chaire de maltais à l’université, il travaille à sa grammaire qu’il publie en 1827, et, pour rendre l’écriture du maltais plus accessible au peuple, il simplifie son alphabet. Même en réintroduisant deux lettres arabes, il passe de 34 lettres pour son deuxième alphabet, à 33 au troisième, et à 27 dans ce quatrième :
- a, b, c, d, e, f, ع (pour għ), غ (pour gḥ), ĥ (pour ħ), ɣ (pour ie), ie (pour ā), j, ẖ (pour kh), l, m, n, o, p, q, r, s, t, u, v, w, x, z[6].

De son côté, à partir de 1822, un certain Gużeppi Martin Cannolo, habitant de La Valette, fait de nombreuses traductions, comme l’Évangile de saint Jean, en utilisant un alphabet dans lequel il introduit le premier la barre inscrite comme signe diacritique pour la lettre « ħ » :
- a, b, d, e, f, g, h, ħ, i, j, c (pour k actuel), l, m, n, o, p, ḱ (pour q), r, s, t, u, v, w, ŝ (pour x), z[7].

Un premier manuel de lecture pour les enfants des écoles est édité en 1824 à Livourne par Francesco Vella, Chiteb i-Kari Malti yau Dahla al llsien Malti (en maltais moderne Ktieb il-Qari Malti jew Daħla għall-Ilsien Malti – Livre de lecture pour la langue maltaise, introduction au maltais). L’alphabet qui y est utilisé fait de fines distinctions :
- a, b, ça/ço/çu (pour ċ actuel), ce/ci (aussi pour ċ actuel), d, e, f, ge/gi (pour ġ), gja/gjo/gju (aussi pour ġ), h, i, j, ch (pour k), l, m, n, o, p, k (pour q), r, s, t, u, v, w, x, y, z[7].

Le docteur Stefano Zerafa, pour éditer en 1827 une importante étude sur la botanique maltaise Florae Melitensis Thesaurus (Trésor de la flore maltaise), fait des recherches poussées pour écrire, de la meilleure façon possible, le nom des plantes maltaises. Son alphabet s'inspire de celui de Vassalli, en le simplifiant encore :
- a, b, c (pour ċ actuel), d, e, f, ɣ (pour g), غ (pour gḥ), h, i, y (pour j), k, l, m, n, o, p, q, r, s, t, u, v, w, x, z[8].

En 1831, Francis Vella (peut être le même que Francesco Vella) publie aussi à Livourne, une grammaire Maltese Grammar for the Use of the English (Grammaire maltaise à l'usage des Anglais) avec un alphabet proche de celui de Francesco Vella. C’est lui qui introduit la digraphe « gh` » avec un « h` » au lieu du « ħ », ainsi que des graphèmes caractéristiques de l’alphabet maltais :
- a, b, ça/ço/çu (pour ċ actuel), ce/ci (aussi pour ċ actuel), d, e, f, ge/gi (pour ġ), ḡa/ḡo/ḡu (aussi pour ġ), gh` (pour għ), ġh` (pour gḥ), h, h` (pour ħ), ḣ (pour kh), i, j, l, m, n, o, p, k (pour q), r, s, t, u, v, w, x, z[8].

En 1838, l’alphabet de Francis Vella fait son entrée dans les écoles avec Abbecedario al Kadi tas Schejel ta Taghlim Xilxjeni (en maltais moderne Abbecedario għall-Qadi ta' l-Iskejjel ta' Tagħlim Xilxien - Abécédaire pour le service mutuel de l'apprentissage scolaire). Mais un an plus tard, il est remplacé par English and Maltese Reading Lessons for the Use of Government Primary Schools (Leçons de lecture anglaise et maltaise à l'usage des écoles primaires publiques), le gouvernement colonial anglais ayant fait le choix d’une prononciation plus arabisante car il ne veut pas favoriser un manuel qui faciliterait en même temps l’apprentissage de l’italien. En réponse, Francis Vella publie un fascicule Inconvenienti di un Alfabeto AraboRomano (Inconvénients d’un alphabet arabo-romain).
C’est la même année que le gouvernement décide de la liberté de la presse, ce qui va multiplier les journaux de langue maltaise. Mais la recherche par les journalistes d’une orthographe stable ne suffira pas à unifier les différents alphabets.
En 1841, George Percy Badger, rédacteur en chef du premier journal de langue maltaise, publie dans son journal A Letter on the Eligibility of the Maltese Dialect as a Written Medium of Instruction in the Government Primary Schools (Une lettre sur l'éligibilité du dialecte maltais comme support écrit de l’instruction dans les écoles primaires publiques). Francis Vella lui répond aussitôt dans une brochure Scoperta di cinque nuove vocali di G.P. Badger (Découverte de cinq nouvelles voyelles de G.P. Badger). Ces échanges de libelles sont caractéristiques de la guerre linguistique qui s'établit alors à Malte entre les tenants de la langue italienne, futurs supporters de l'irrédentisme italien et les tenants d'un nationalisme maltais, appuyés, plus ou moins ouvertement, par le pouvoir colonial anglais.
Presque un siècle après les premiers essais de Soldanis, aucun alphabet ne s’est véritablement imposé. La diversité de l’écriture de la langue prédomine, et une même lettre peut représenter diverses prononciations.

### Rationalisation des efforts 1841 - 1920

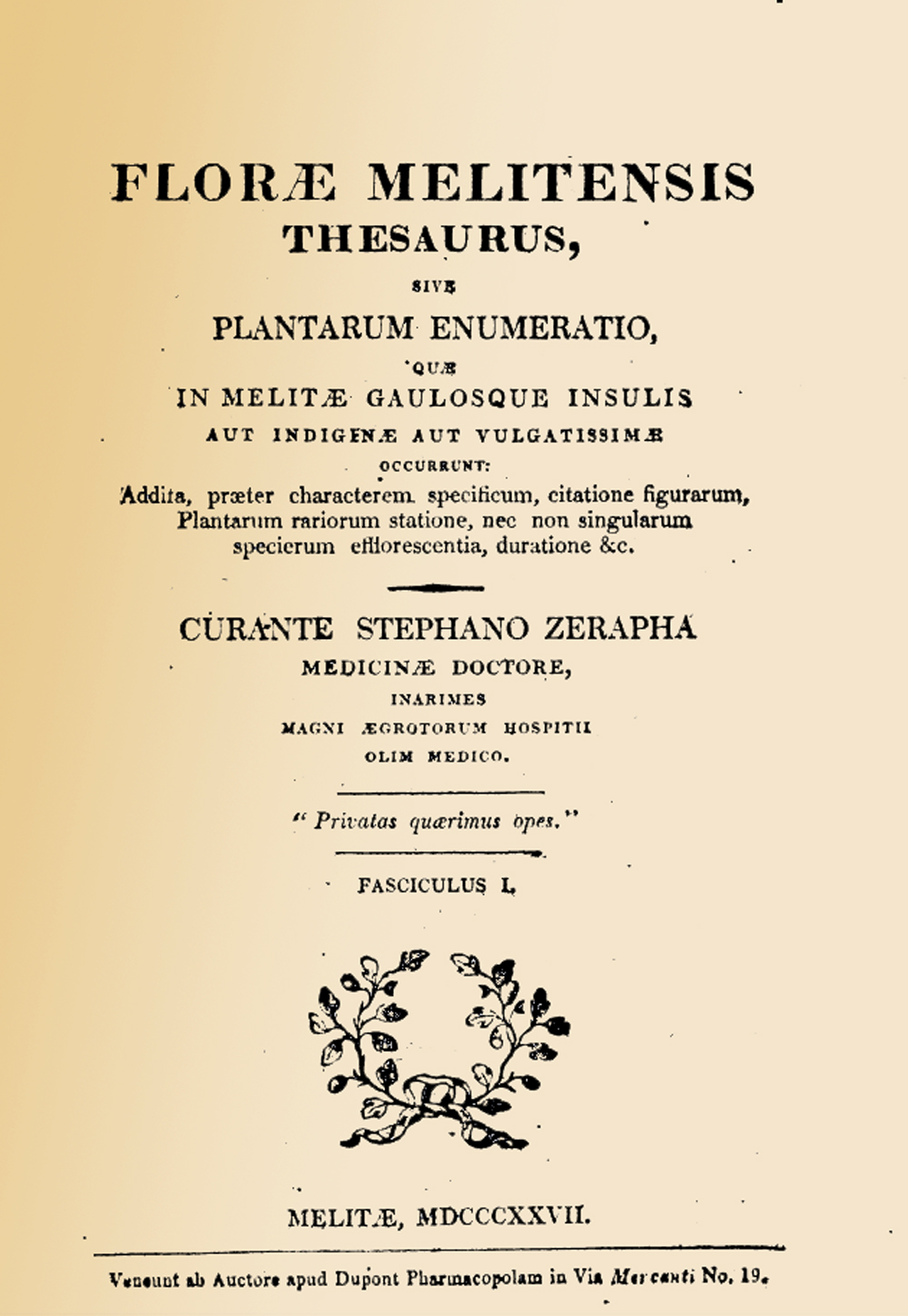
Édition originale de 1827 du Florae Melitensis Thesaurus de Stephano Zerafa

L’alphabet de Stefano Zerafa créé en 1827, va connaître un certain succès dans les milieux scientifiques puisqu’il est adopté en 1840 par la Socjetà Ekonomika Agraria (Société économique agraire) et en 1841 par la Socjetà Medica (Société de médecine). Une réunion du 1er avril 1841 de la Société de médecine lance l’idée d’une commission qui prendrait en charge la réflexion et la création d’un alphabet maltais unique. Cette commission remet son rapport le 2 novembre, elle retient l’alphabet de Zerafa et insiste sur la nécessité d’un graphème pour un phonème et des orientations arabisantes prônées par Vassalli.
À la suite de quoi, un théologien familier des langues sémitiques, Dom Salv Cumbo, à l'aide d'une liste de mots maltais, hébreux, araméens et arabes, démontre la grande similitude entre ces différentes langues.
En réaction, se crée en 1843 l-Accademia Filologica (Académie philologique), qui défend l’idée que l’alphabet maltais devait servir aussi l’enseignement de l’italien. Elle édite un livre Taghlim il-Kari Malti (L’apprentissage de la lecture maltaise), publie la revue Il-Malti (Le Maltais) et propose un alphabet où les graphèmes recouvrent plusieurs phonèmes en opposition avec l’alphabet de la Société de médecine :
- a, b, ce/ci (pour ċ actuel), ca/co/cu/ch (pour k), d, e, f, g (pour għ), h, i, j, l, m, n, o, p, k (pour q), qw (pour kw), r, s, t, u, v, x, z[12].

Après être passé du plan linguistique au plan politique et même nationaliste, la religion fit son introduction dans le débat : en 1845, la Society for the Promotion of Christian Knowledge (Société pour la promotion de la connaissance chrétienne) avec le pasteur Mikiel Ang. Camilleri, catholique devenu protestant anglican, traduit en maltais les livres sacrés, supprimant toutes les lettres doubles et utilisant un alphabet se rapprochant le plus possible de l’anglais :
- a, b, ch (pour ċ actuel), d, e, f, g, h, i, j (pour ġ), k, l, m, n, o, p, q, r, s, t, u, v, w, sh (pour x), y (pour j), z[13].

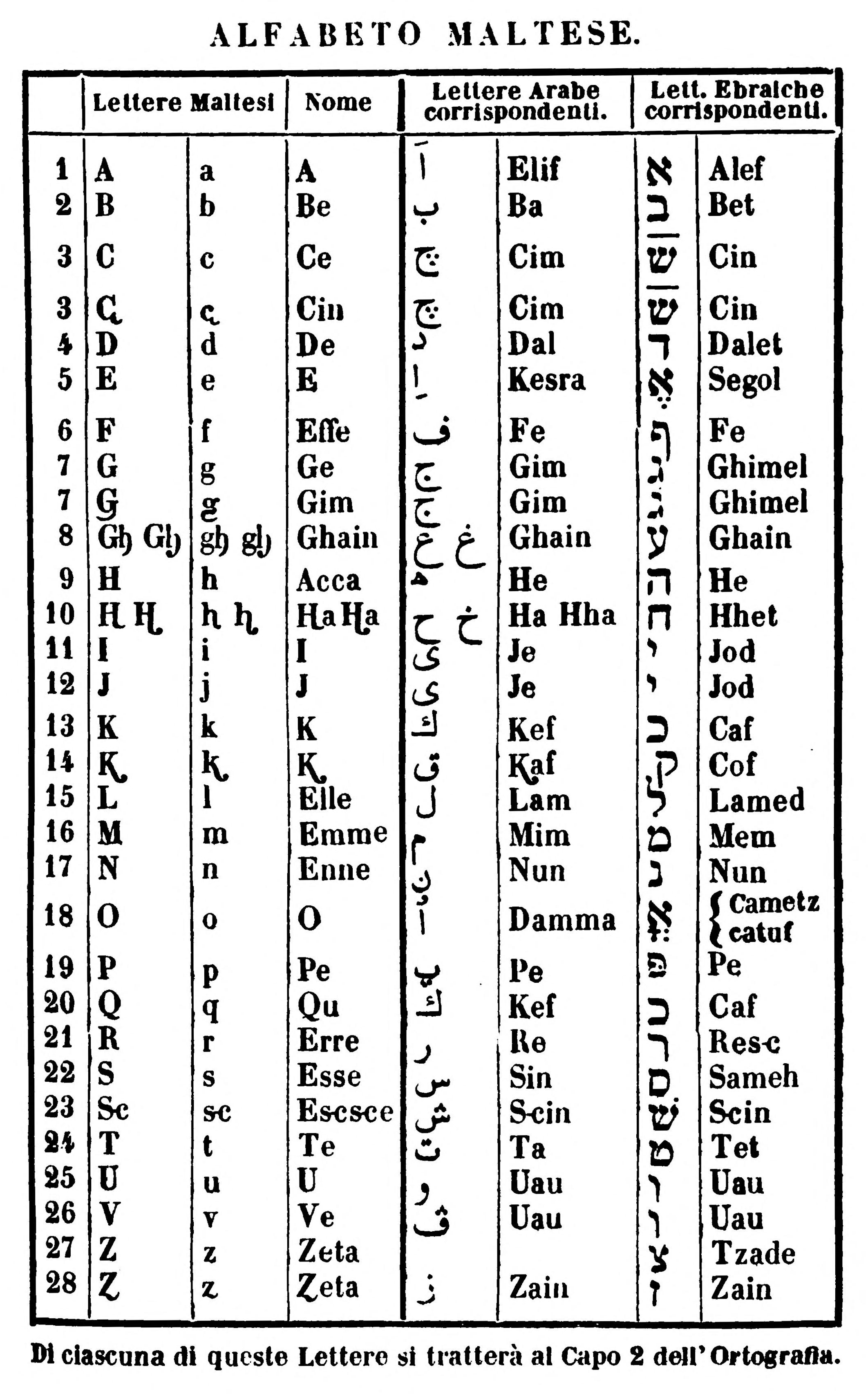
Alphabet de Panzavecchia (1845)

La même année, le chanoine Fortunat Panzavecchia fit une proposition très proche du troisième alphabet de Vassalli.

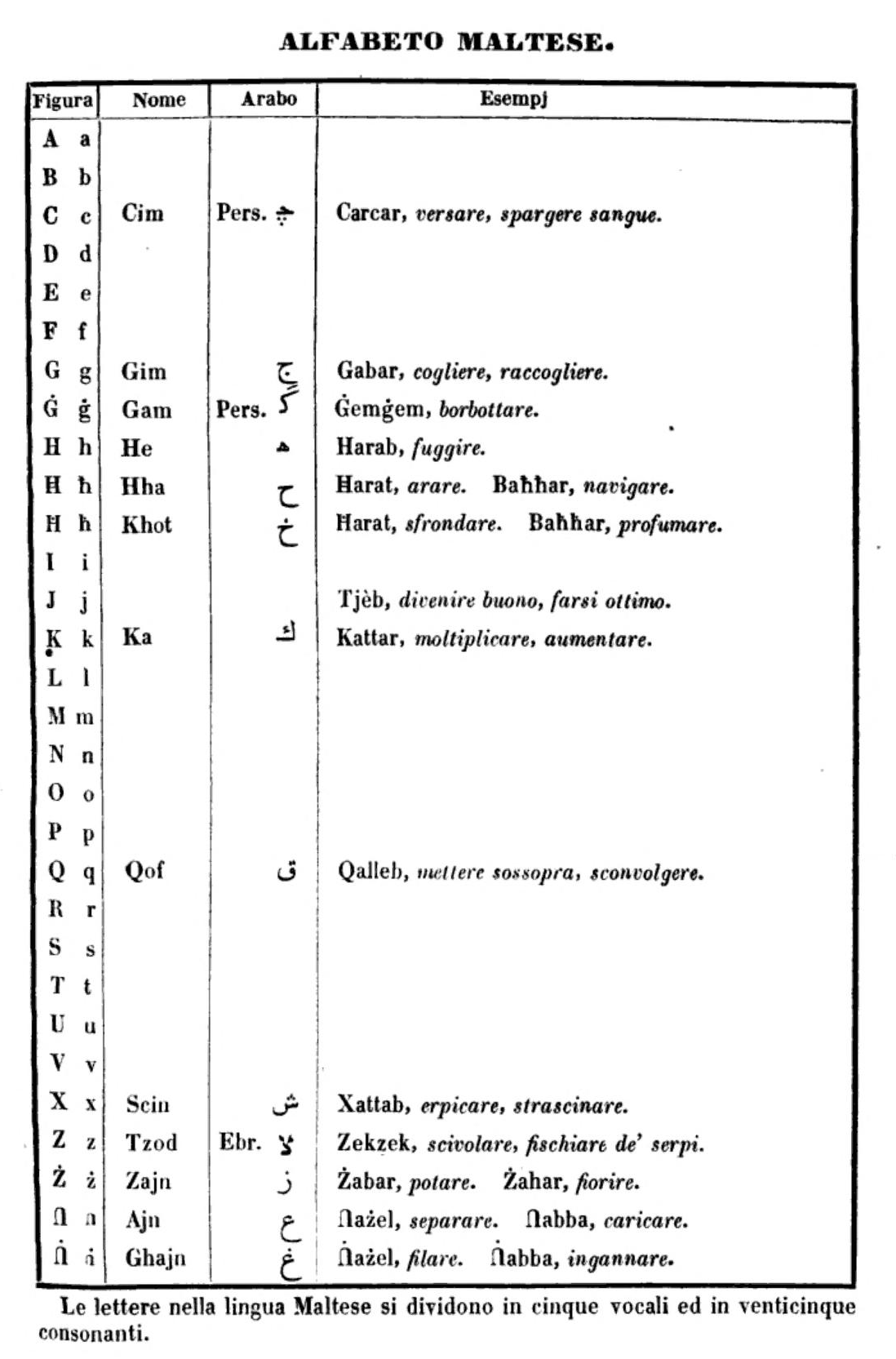
Alphabet de Falzon (1845)

Giovanni Battista Falzon proposa un alphabet très similaire à l’alphabet actuel dans son Dizionario Maltese-Italiano-Inglese (Dictionnaire maltais-italien-anglais). C’est lui qui introduit le point suscrit comme signe diacritique sur le « ġ ». Alphabet Falzon:
- a, b, c (pour ċ actuel), d, e, f, g, ġ, h, ħ, ḣ, i, j, k, l, m, n, o, p, q, r, s, t, u, v, x, z, ∩(ajn), ∩̇ (ghajn)[14].

En 1866, l'alphabet suivant fut proposé:
- a, b, ċ/ce/ci, d, e, f, ġ/ge/gi, g/ghe/ghi, h, ħ, i, ie, j, c/che/chi, l, m, n, o, p, k, r, s, t, u, v, (u), x, z, ż [15]

En 1876, vit le jour la Società per la Coltura (Société pour la culture) pour promouvoir la langue maltaise en reprenant l’alphabet de l’Académie philologique.
En 1880, fut fondée la Xirka Xemia (Société sémitique) dont beaucoup de membres vinrent de la Société pour la culture, tel Napuljun (Napoléon) Tagliaferro ou Annibale Preca. Ses membres prirent le parti de faire un alphabet phonétique, un graphème pour un phonème, mais aussi chaque graphème une seule lettre, au risque d'introduire des graphèmes polyvalents [un graphème = plusieurs phonèmes] :
- a, b, c (pour ċ actuel), d, e, f, j (pour ġ), ḡ (pour għ), h, i, y (pour j), k, l, m, n, o, p, q, r, s, t, u, v, w, x, z[17].

C’est certainement l’alphabet le plus simple jusqu'alors proposé pour écrire le maltais. Sigismondo Savona, directeur de l’instruction publique l’introduit dans les écoles publiques dès la fin de 1882. Le 2 décembre 1882, Preca présenta son alphabet devant le personnel enseignant. Cet alphabet fut vigoureusement combattu par tous les partisans de l’italien qui y voyaient un lien trop proche avec l’anglais. Il ne sera utilisé que jusqu’à la démission de Savona en 1887. Cette opposition était de motivation plus politique que linguistique.
Il y eut encore en 1894, une proposition de Anton Muscat Fenech, puis en 1902 de Ġanni Vassallo qui sera à l’origine de l’orthographe mais pas de l’alphabet de la Għaqda tal-Kittieba tal-Malti (Association des écrivains maltais), et, en 1903, de Anton Manwel Caruana, un écrivain connu, avec son dictionnaire Vocabolario della Lingua Maltese (Vocabulaire de la langue maltaise).
Dans le même temps, Dimech dénonçait régulièrement dans son journal Il-Bandiera tal-Maltin (Le drapeau de Malte) les manœuvres partisanes opposant les partisans de la langue anglaise à ceux de la langue italienne, au détriment de la langue maltaise.

### Le maltais, langue nationale 1920 - 1934

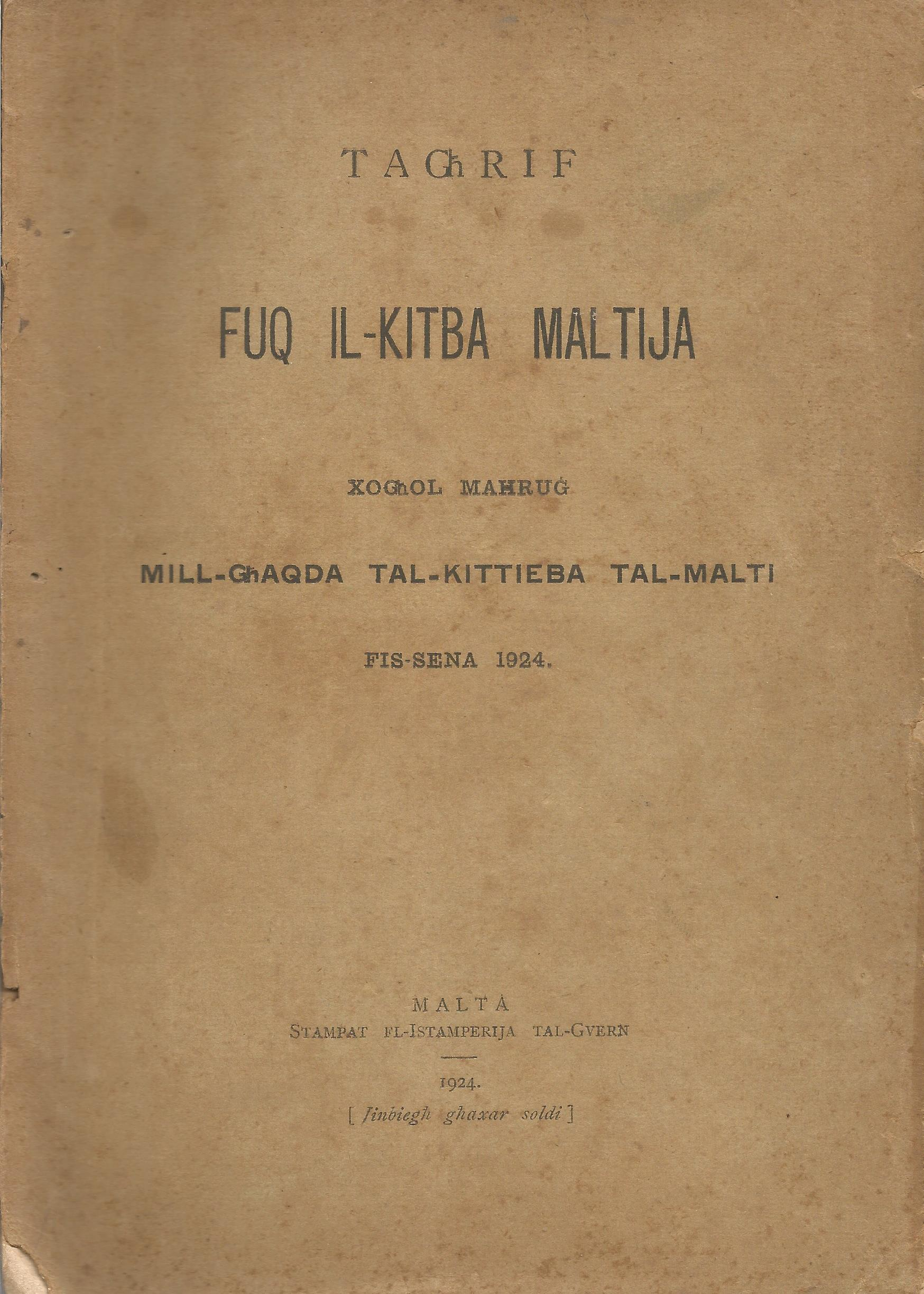
Édition originale de 1924 de Tagħrif fuq il-Kitba Maltija, les premières règles d'écriture du maltais comprenant l'alphabet officiel

Pour relancer le débat, il faudra l’appel d’un jeune homme de 21 ans, Franġisk Saver Caruana, dans le journal Il-Habib, le 7 septembre 1920, demandant la création d’une nouvelle union des écrivains maltais. Pendant deux mois, des échanges épistolaires auront lieu par journaux interposés, échanges auxquels prendront part, entre autres, Ġużepp Farrugia, Ġużè Micallef Goggi, Ġużè Muscat Azzopardi, Pawlu Bellanti, Pietru Pawl Grima, Nerik Bonnici ou encore C. Sant.
Enfin, le 9 novembre 1920, paraît un avis : « Nhar il-Hadd li ġej, 14 ta' Novembru, fi-għaxra u nofs ta' filgħodu, issir l-ewwel laqgħa ta' din l-Għaqda fiċ-ċirkolo ta' l-Unjoni ta' San Ġużepp il-Belt, Strada San Paolo 266 » (Le prochain dimanche, 14 novembre, à 10 h 30 du matin, se tiendra la première réunion de la Société du cercle Saint-Joseph à La Valette, 266, rue Saint-Paul). Plus de trente personnes y sont présentes : Ġużè Muscat Azzopardi est nommé président et Franġisk Saver Caruana, secrétaire. Il est décidé de former une commission pour organiser l’alphabet et l’orthographe avec Azzopardi, Pawlu Galea, Ninu Cremona et Dun Karm Psaila, qui recevra plus tard le titre de poète national en écrivant le texte de l'hymne national maltais. Cette commission est rapidement élargie à Ġanni Vassallo, Ġużè Micallef et P. Cauchi. Elle prend le nom de Għaqda tal-Kittieba tal-Malti (Association des écrivains maltais).
Le 18 décembre 1921, après 17 séances de travail, l’Association remet ses travaux, et, à quelques détails près, c’est l’alphabet actuel qui est proposé. Cette proposition recueille rapidement l’assentiment de tous, après des échanges menés par Dun Karm Psaila, Ġanni Vassallo et Ninu Cremona, toujours dans les colonnes de Il-Habib. Le 7 mai 1922 est élu le premier comité de l’association des écrivains maltais avec le professeur Themistocles Zammit, président d’honneur, Ġużè Muscat Azzopardi, président, Pawlu Galea, vice-président, Franġisk Saver Caruana, secrétaire et Dun Karm Psaila, Ninu Cremona, Ġużè Demajo, Ġużè Micallef Goggi, Rogantin Cachia et Vinċenz Misfud Bonnici, comme membres.

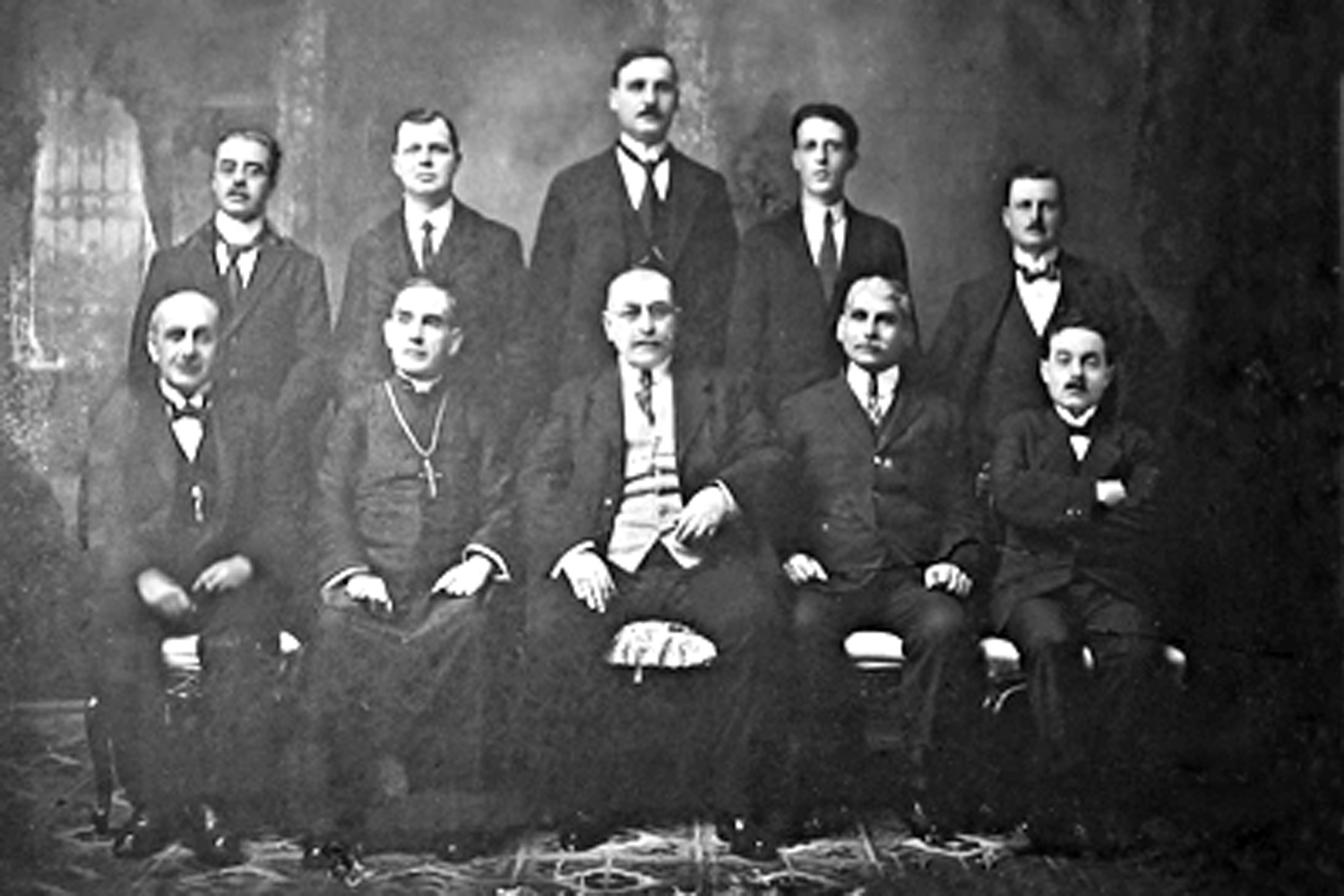
Ghaqda tal-Kittieba tal-Malti (Association des écrivains maltais) de 1924 de gauche à droite, 1er rang : Guzè Darmanin Demajo, Dun Karm Psaila, Guzè Muscat Azzopardi, Ġanni Vassallo, Ninu Crémona ; 2e rang : Guzè Micallef, Rogantin Gachia, A.M. Borg, Frangisk Saver Caruana, Guzè Micaleff Goggi.

La commission avec Cremona, assisté de Vassallo, travaille pendant deux ans pour présenter les règles de grammaire et d’orthographe. La commission, manquant de fonds, demande au gouvernement de les publier ; ce qui sera fait en 1924 sous le nom de Tagħrif fuq il-Kitba Maltija (Information sur l’écriture du maltais). En pleine guerre linguistique qui oppose italianisants et maltaisants, l’Association sollicite le 5 décembre 1929 le gouvernement pour qu'il reconnaisse officiellement l’alphabet, la grammaire et l’orthographe de l’association des écrivains.
En 1932, le ministre de l'éducation publique est Enrico Mizzi, connu et condamné pendant la Première Guerre mondiale pour son attachement à l'Italie. Il prend, le 6 août 1932, des directives qui imposent, dans l'enseignement, l'utilisation du maltais, dans le but d'aider à l'apprentissage de l'italien. Ces directives modifient assez profondément les règles de l'Association et se basent sur un alphabet purement phonétique. Pietru Pawl Saydon, professeur à l'Université et président de l'association des écrivains, s'élève contre ces directives. Une association des professeurs d'université, qui soutient l'association des écrivains, est évincée de l'Université. Devant la fronde des élites maltaises, le gouvernement colonial britannique reprend les choses en main, retire les directives Mizzi, et introduit les règles de l'Association dans les écoles publiques,.
Enfin, le 1er janvier 1934, le gouvernement colonial met fin à la guerre linguistique en faisant paraître dans la Gazzetta tal-Guern (La Gazette du Gouvernement, le journal officiel maltais) un avis qui précise que l’alphabet et l’orthographe de la société des écrivains maltais sont officiellement adoptés, et que la langue maltaise est déclarée langue officielle avec l’anglais à la place de l’italien. Enfin, la langue maltaise dispose d'un alphabet, d'une grammaire et de règles d'orthographe :
- a, b, ċ, d, e, f, ġ, g, għ, h, ħ, i, ie, j, k, l, m, n, o, p, q, r, s, t, u, v, w, x, z, ż

Il faudra attendre 1956 pour que ces dispositions soient pratiquement généralisées à l’ensemble des institutions. Enfin, le 13 décembre 1964, la société des écrivains maltais est transformée en Akkademja tal-Malti (Académie maltaise) responsable de la langue. Cette responsabilité est transférée par le gouvernement au Kunsill Nazzjonali ta’ l-Ilsien Malti (Conseil national de la langue maltaise) qu'il crée en 2005.

## Composition
L’alphabet maltais comprend 30 graphèmes, composé de :
- 24 lettres :
  - 5 voyelles : a, e, i, o, u,
  - 19 consonnes : b, d, f, g, h, j, k, l, m, n, p, q, r, s, t, v, w, x, z,
- 4 lettres diacritées du point suscrit ou de la barre inscrite :
  - 4 consonnes : ċ, ġ, ħ, ż,
- 2 digrammes : għ, ie.

Il existe un autre signe diacritique, l'accent grave, qui est utilisé sur la dernière syllabe des mots généralement d'origine sicilienne ou italienne (toscan), mais jamais sur les mots d'origine sémitique. Il n'y a pas d'accent sur les mots ne comportant qu'une seule syllabe : à, è, ì, ò et ù.
Déjà peu utilisé, l'accent circonflexe est supprimé de l'écriture de la langue maltaise en juillet 2008 par décision du Kunsill Nazzjonali tal-Ilsien Malti (Conseil national de la langue maltaise).
Il faut remarquer que la lettre diacritée « ċ » existe alors que la lettre « c » ne fait pas partie de l’alphabet.
La seule lettre de l’alphabet classique latin non reprise dans l’alphabet maltais est la lettre « y » qui ferait double emploi avec la lettre « j ».

## Écriture
Les deux digrammes għ et ie étant considérés comme deux lettres à part entière, les dictionnaires maltais les écrivent en grande majuscule avec deux lettres capitales GĦ et IE, mais la typographie respecte rarement cette présentation. Dans ces mêmes dictionnaires nous trouvons la typographie Għarbi (arabe) et non GĦarbi. La presse écrite n'utilise qu'exceptionnellement, sans raison apparente, les doubles capitales. Le nom des villes comme Għajnsielem, Għajn Tuffieħa, Għarb, Għargħur, Għasri et Għaxaq est toujours écrit avec une seule lettre capitale, aussi bien dans les journaux de langue maltaise que ceux de langue anglaise.
L’analyse des copies des étudiants de maltais à l’université tend à montrer la disparition du signe diacritique sur le « ċ » car il ne peut y avoir de confusion orthographique et phonétique avec la lettre « c » inexistante dans l'alphabet maltais.

## Ordre alphabétique
À la différence d’autres alphabets, l’alphabet maltais considère ses 30 graphèmes comme des lettres d’alphabet à part entière et donc prises en compte dans l’ordre de classement alphabétique. Les dictionnaires maltais classent le vocabulaire suivant les 30 combinaisons dans l’ordre suivant :
A a, B b, Ċ ċ, D d, E e, F f, Ġ ġ, G g, GĦ għ, H h, Ħ ħ, I i, IE ie, J j, K k, L l, M m, N n, O o, P p, Q q, R r, S s, T t, U u, V v, W w, X x, Z z, Ż ż.
Il faut remarquer que la place des lettres diacritées varie en fonction des lettres, le « ċ » se trouve normalement entre le « b » et le « d », le « ġ » est classé avant le « g » alors que le « ħ » est classé après le « h ». Le digramme « għ » est logiquement placé entre le « g » et le « h » et le digramme « ie » est placé après le « i ». Dans le cas de tri informatique le digramme « Ie » est considéré comme étant deux lettres séparées, à la différence de « Għ » qui reste indissociable. La lettre « ż » pose un problème, les dictionnaires la classent traditionnellement en fin d'alphabet après le « z », mais l'organisme de normalisation maltais Malta Standards Authority classe maintenant la lettre « ż » avant le « z ».
Les mots comportant des voyelles accentuées, ou commençant par une majuscule, sont classés comme si ces voyelles n'étaient pas accentuées, ou que ces mots ne comportaient pas de majuscule. Si deux mots diffèrent uniquement par l'accentuation, la lettre accentuée suit la lettre non accentuée : papa (« pape ») précède papà (« père »), et si deux mots sont identiques à la majuscule près, le mot avec majuscule précède le mot sans : Marsa (la ville de Marsa) précède marsa (« port, baie »).
Quand l'alphabet anglais est combiné avec l'alphabet maltais, l'ordre devient :
- A, B, Ċ, C, D, E, F, Ġ, G, Għ, H, Ħ, I, Ie, J, K, L, M, N, O, P, Q, R, S, T, U, V, W, X, Y, Ż, Z.

Si le classement est alphanumérique, les chiffres arabes sont classés dans l'ordre numérique, avant les caractères alphabétiques.

## Épellation
À la différence de l'alphabet grec, où les lettres possèdent des noms acronymiques empruntés au phénicien, la plupart des lettres de l'alphabet maltais, à l'instar des autres variantes de l'alphabet latin, n'ont pas de nom en propre et s'épellent simplement comme elles se prononcent (à trois exceptions près : le digramme ie et les deux consonnes muettes), avec, dans le cas des consonnes, un support vocalique (la voyelle centrale [ə]) destiné à les rendre prononçables isolément :
- les cinq voyelles simples a, e, i, o et u s'épellent [aː], [ɛː], [iː], [ɔː], [uː] ;
- le digramme ie s'épelle [iːɛː] ;
- vingt-deux consonnes nécessitent l'adjonction d'un schwa [ə] à la suite de leur prononciation de base : b, ċ, d, f, ġ, g, ħ, j, k, l, m, n, p, q, r, s, t, v, w, x, z et ż s'épellent donc [bə], [tʃə], [də], [fə], [dʒə], [gə], [ħə], [je], [kə], [lə], [mə], [nə], [pə], [ʔə], [rə], [sə], [tə], [və], [wə], [ʃə], [tsə] et [zə].

Seules deux consonnes portent un nom ne reflétant pas leur valeur consonantique :
- la lettre h, généralement muette, s'épelle comme en italien : akka ;
- la lettre għ, qui correspond étymologiquement soit à l'arabe ع [ʕajn], soit à l'arabe غ [ɣajn], a gardé son nom sémitique d'origine, avec initiale muette : ajn.

## Prononciation

### Prononciation comparative
| Lettre Itra | Nom en maltais | API        | exemple de vocabulaire   | Prononciation approchée |
| ----------- | -------------- | ---------- | ------------------------ | --- |
| A a         | a              | /ɐ/        | Alla (Dieu)              | a comme dans fada |
| B b         | be             | /b/        | Banda (bande)            | b comme dans bébé, p en fin de mot comme dans bip |
| Ċ ċ         | ċe             | /t͡ʃ/       | ċensura (censure)        | tch comme dans tchin-tchin |
| D d         | de             | /d/        | dwellist (duelliste)     | d comme dans dada, t en fin de mot comme dans kit |
| E e         | e              | /ɛ/        | eċċess (excès)           | è comme dans cèpe |
| F f         | effe           | /f/        | fosfàt (phosphate)       | f comme dans fée |
| Ġ ġ         | ġe             | /d͡ʒ/       | ġazz (jazz)              | dj comme dans djinn, tch en fin de mot comme dans quetsche |
| G g         | ge             | /ɡ/        | gas (gaz)                | g comme dans gaga, k en fin de mot comme dans coq |
| GĦ għ       | ajn            | /Vˤː/, /ħ/ | Għarab (Arabe)           | ħen fin de mot (voir ci-après) ; ailleurs, ne se prononce pas mais allonge la voyelle adjacente (éventuellement en la pharyngalisant, dans les dialectes conservateurs) |
| H h         | akka           | / /, /ħ/   | hallow (Allô !)          | muet, sauf en finale, où il est prononcé /ħ/ (voir ci-après), et dans la combinaison għh prononcée /ħħ/                                                                 |
| Ħ ħ         | ħe             | /ħ/        | ħelikopter (hélicoptère) | pas d'équivalent en français ; selon les locuteurs et les dialectes, se prononce [h] (= arabe ہ), [ħ] (= arabe ح) ou [χ] (= arabe خ)                                    |
| I i         | i              | /ɪ/        | imàm (iman)              | i comme dans ici |
| IE ie       | ie             | /ɪə/, /ɪː/ | ieqaf ! (halte !)        | pas d'équivalent en français ; cf. anglais britannique ear [ɪə] |
| J j         | je             | /j/        | jot (yacht)              | y comme dans yoyo |
| K k         | ke             | /k/        | kafè (café)              | k comme dans kaki |
| L l         | elle           | /l/        | lift (ascenseur)         | l comme dans elle |
| M m         | emme           | /m/        | medikament (médicament)  | m comme dans mime |
| N n         | enne           | /n/        | nanna (grand-mère)       | n comme naine |
| O o         | o              | /ɔ/        | Olanda (Hollande)        | o ouvert comme dans porte |
| P p         | pe             | /p/        | papa (pape)              | p comme dans pépé |
| Q q         | qe             | /ʔ/        | qadim (ancien)           | correspond à un coup de glotte, comme dans le français « oh oh ! » |
| R r         | erre           | /r/        | radar (radar)            | pas d'équivalent en français standard ; r roulé comme en espagnol ; chez certains locuteurs, [ɹ] comme en anglais                                                       |
| S s         | esse           | /s/        | sultan (sultan, roi)     | s comme dans sas |
| T t         | te             | /t/        | tortura (torture)        | t comme dans table |
| U u         | u              | /ʊ/        | urna (urna)              | ou comme dans toutou |
| V v         | ve             | /v/        | volum (volume)           | v comme dans veuve, f en fin de mot comme dans veuf |
| W w         | we             | /w/        | wiski (whiski)           | w comme dans ouate |
| X x         | exxe           | /ʃ/, /ʒ/   | xarada (charade)         | ch comme dans chat, j comme dans jeu devant consonne sonore |
| Z z         | ze             | /t͡s/, /d͡z/ | zalza (sauce)            | ts comme dans tsar ou dz comme dans dzêta (même distribution qu'en italien : la consonne z est cantonnée aux emprunts)                                                  |
| Ż ż         | że             | /z/        | żona (zone, région)      | z comme dans zinzin, s en fin de mot comme dans tasse |

## Phonétique

### Consonnes
| Point d'articulation → Mode d'articulation ↓ | Point d'articulation → Mode d'articulation ↓ | Bilabiale | Labio- dentale | Alvéolaire | Post- alvéolaire | Palatale | Vélaire | Pharyngale   | Glottale |
| --- | -------------------------------------------- | --------- | -------------- | ---------- | ---------------- | -------- | ------- | ------------ | -------- |
| Nasale | Nasale                                       | m (m)     |                | n (n)      |                  |          |         |              |          |
| Occlusive | sourde                                       | p (p)     |                | t (t)      |                  |          | k (k)   |              | ʔ (q)    |
| Occlusive | sonore                                       | b (b)     |                | d (d)      |                  |          | ɡ (g)   |              |          |
| Affriquée | sourde                                       |           |                | t͡s (z)     | t͡ʃ (ċ)           |          |         |              |          |
| Affriquée | sonore                                       |           |                | d͡z (z)     | d͡ʒ (ġ)           |          |         |              |          |
| Fricative | sourde                                       |           | f (f)          | s (s)      | ʃ (x)            |          |         | ħ (għ, ħ, h) |          |
| Fricative | sonore                                       |           | v (v)          | z (ż)      | ʒ (x)            |          |         | ʕ (għ)       |          |
| Latérale | Latérale                                     |           |                | l (l)      |                  |          |         |              |          |
| Roulée | Roulée                                       |           |                | r (r)      |                  |          |         |              |          |
| Spirante | Spirante                                     | w (w)     |                |            |                  | j (j)    |         |              |          |
| Dans ce tableau, les phonèmes notés à l'aide de l'alphabet phonétique international (API) sont suivis entre parenthèses du graphèmes alphabétiques |                                              |           |                |            |                  |          |         |              |          |

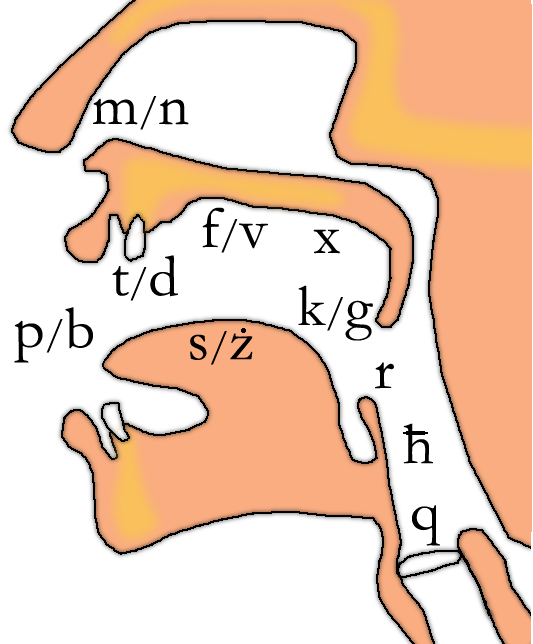
Articulation des consonnes maltaises

L'alphabet maltais se compose de 24 consonnes, b, ċ, d, f, ġ, g, għ, h, ħ, j, k, l, m, n, p, q, r, s, t, v, w, x, z et ż retranscrites par 25 contoïdes permettant la transcription phonétique des sons du langage parlé maltais : /b/, /t͡ʃ/, /d/, /f/, /d͡ʒ/, /g/, /ħ/ et /ʕ/, / /, /ħ/, /j/, /k/, /l/, /m/, /n/, /p/, /ʔ/, /r/, /s/, /t/, /v/, /w/, /ʃ/ et /ʒ/, /t͡s/ et /d͡z/, /ż/.
La consonne h, ne se prononçant pas, n'a pas de retranscription API. Deux consonnes, x et z, ont une prononciation différente suivant leur place dans le mot ainsi que le diagramme għ qui peut, au centre de mots, produire le même son que ħ. Ils ont donc chacune une double transcription phonétique.
Deux lettres, j et w, sont des consonnes spirantes qui se comportent comme des semi-consonnes (appelées aussi semi-voyelles). Elles forment avec des voyelles syllabiques des diphtongues (voir ci-dessous).

### Voyelles
|                             | Antérieures                       | Centrales                         | Postérieures                      |                                   |                                   |
| Fermées                     | \| iː ɪ ɪː ʊ ʊː ɛ ɛː ɔ ɔː ɐ ɐː \| | \| iː ɪ ɪː ʊ ʊː ɛ ɛː ɔ ɔː ɐ ɐː \| | \| iː ɪ ɪː ʊ ʊː ɛ ɛː ɔ ɔː ɐ ɐː \| | \| iː ɪ ɪː ʊ ʊː ɛ ɛː ɔ ɔː ɐ ɐː \| | \| iː ɪ ɪː ʊ ʊː ɛ ɛː ɔ ɔː ɐ ɐː \| |
| Pré-fermées                 | \| iː ɪ ɪː ʊ ʊː ɛ ɛː ɔ ɔː ɐ ɐː \| | \| iː ɪ ɪː ʊ ʊː ɛ ɛː ɔ ɔː ɐ ɐː \| | \| iː ɪ ɪː ʊ ʊː ɛ ɛː ɔ ɔː ɐ ɐː \| | \| iː ɪ ɪː ʊ ʊː ɛ ɛː ɔ ɔː ɐ ɐː \| | \| iː ɪ ɪː ʊ ʊː ɛ ɛː ɔ ɔː ɐ ɐː \| |
| Mi-fermées                  | \| iː ɪ ɪː ʊ ʊː ɛ ɛː ɔ ɔː ɐ ɐː \| | \| iː ɪ ɪː ʊ ʊː ɛ ɛː ɔ ɔː ɐ ɐː \| | \| iː ɪ ɪː ʊ ʊː ɛ ɛː ɔ ɔː ɐ ɐː \| | \| iː ɪ ɪː ʊ ʊː ɛ ɛː ɔ ɔː ɐ ɐː \| | \| iː ɪ ɪː ʊ ʊː ɛ ɛː ɔ ɔː ɐ ɐː \| |
| Moyennes                    | \| iː ɪ ɪː ʊ ʊː ɛ ɛː ɔ ɔː ɐ ɐː \| | \| iː ɪ ɪː ʊ ʊː ɛ ɛː ɔ ɔː ɐ ɐː \| | \| iː ɪ ɪː ʊ ʊː ɛ ɛː ɔ ɔː ɐ ɐː \| | \| iː ɪ ɪː ʊ ʊː ɛ ɛː ɔ ɔː ɐ ɐː \| | \| iː ɪ ɪː ʊ ʊː ɛ ɛː ɔ ɔː ɐ ɐː \| |
| Mi-ouvertes                 | \| iː ɪ ɪː ʊ ʊː ɛ ɛː ɔ ɔː ɐ ɐː \| | \| iː ɪ ɪː ʊ ʊː ɛ ɛː ɔ ɔː ɐ ɐː \| | \| iː ɪ ɪː ʊ ʊː ɛ ɛː ɔ ɔː ɐ ɐː \| | \| iː ɪ ɪː ʊ ʊː ɛ ɛː ɔ ɔː ɐ ɐː \| | \| iː ɪ ɪː ʊ ʊː ɛ ɛː ɔ ɔː ɐ ɐː \| |
| Pré-ouvertes                | \| iː ɪ ɪː ʊ ʊː ɛ ɛː ɔ ɔː ɐ ɐː \| | \| iː ɪ ɪː ʊ ʊː ɛ ɛː ɔ ɔː ɐ ɐː \| | \| iː ɪ ɪː ʊ ʊː ɛ ɛː ɔ ɔː ɐ ɐː \| | \| iː ɪ ɪː ʊ ʊː ɛ ɛː ɔ ɔː ɐ ɐː \| | \| iː ɪ ɪː ʊ ʊː ɛ ɛː ɔ ɔː ɐ ɐː \| |
| Ouvertes                    | \| iː ɪ ɪː ʊ ʊː ɛ ɛː ɔ ɔː ɐ ɐː \| | \| iː ɪ ɪː ʊ ʊː ɛ ɛː ɔ ɔː ɐ ɐː \| | \| iː ɪ ɪː ʊ ʊː ɛ ɛː ɔ ɔː ɐ ɐː \| | \| iː ɪ ɪː ʊ ʊː ɛ ɛː ɔ ɔː ɐ ɐː \| | \| iː ɪ ɪː ʊ ʊː ɛ ɛː ɔ ɔː ɐ ɐː \| |
| iː ɪ ɪː ʊ ʊː ɛ ɛː ɔ ɔː ɐ ɐː |                                   |                                   |                                   |                                   |                                   |

La langue maltaise comporte :
- cinq voyelles courtes :
  - a → /ɐ/, e → /ɛ/, i → /ɪ/, o → /ɔ/ et u → /ʊ/,
- six voyelles longues :
  - a → /ɐː/, e → /ɛː/, i → /iː/, o → /ɔː/, u → /uː/ et ie → /ɪː/

Elle comporte également :
- huit diphtongues :
  - aj → /ɐi/, aw → /ɐʊ/, ej → /ɛi/, ew → /ɛʊ/, iw → /ɪʊ/, oj → /ɔɪ/, ow → /ɔʊ/ et aussi ie → /iɛ/ qui se comporte dans certains mots comme une diphtongue.

## Encodage de l'alphabet

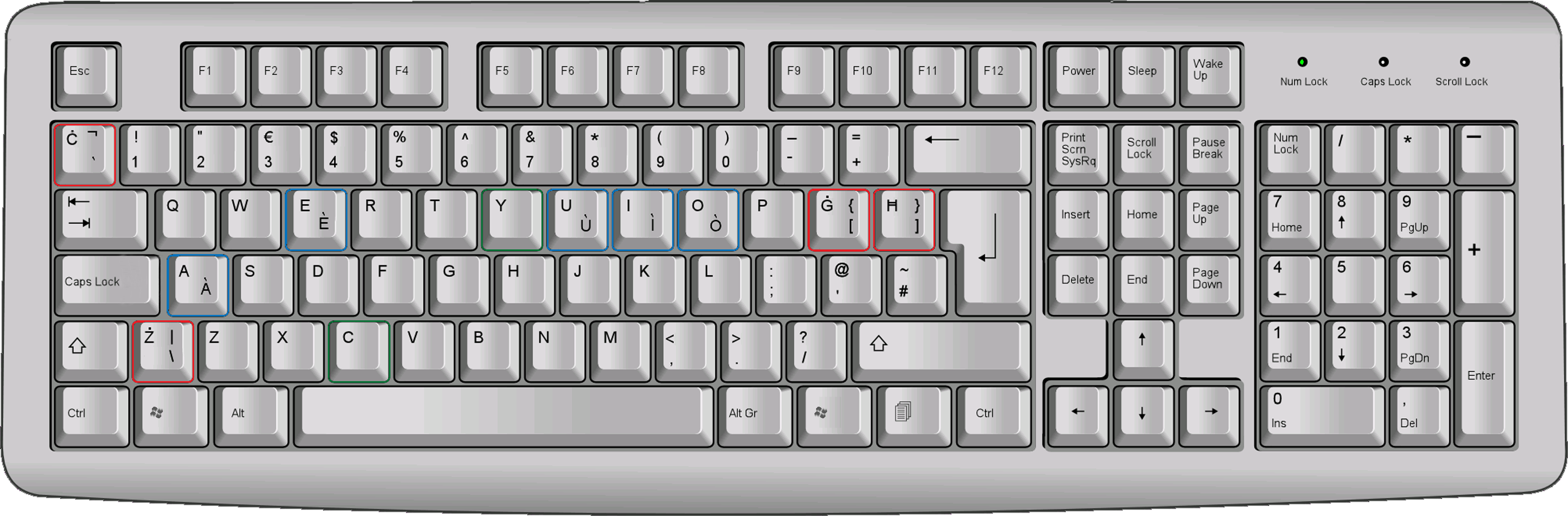
Clavier informatique anglo-maltais.
en rouge : touche pour lettres spécifiquement maltaises
en bleu : touche pour voyelles accentuées maltaises
en vert : touche pour lettres anglaises.

Un autre type d'alphabet ou plutôt d'encodage a été créé pour la langue maltaise. Le développement, dans l'entre-deux guerres, du travail administratif et commercial révolutionne le travail de secrétariat. C'est en 1929 que George John Ransley adapte le système de sténographie de John Robert Gregg pour l'écriture sténographique du maltais. Pour ce qui est de la dactylographie, les secrétaires maltaises héritent leurs machines à écrire du colonisateur anglais. C'était donc à l'origine des claviers dit QWERTZ avant de devenir QWERTY. Ils comprenaient les touches suivantes :
- Q, W, E, R, T, Z (Y), U, I, O, P - A, S, D, F, G, H, J, K, L - Y (Z), X, C, V, B, N, M.

Quand l'alphabet maltais fut officialisé, il manquait les touches spécifiquement maltaises. Les claviers furent étendus au début du XXe siècle, par l'ajout de quatre touches supplémentaires, Ċ, Ġ, Ħ et Ż, pour permettre la dactylographie aussi bien en maltais qu'en anglais.
Au début de l'informatique, les ordinateurs étaient commercialisés avec des claviers anglais, puis des patchs ont été introduits pour émuler ces claviers. Aujourd'hui plusieurs autorités gouvernementales se sont impliquées pour que la langue maltaise soit traitée, en informatique, sur un pied d'égalité avec la langue anglaise. Les logiciels utilisés dans les services publics ou par exemple à l'université utilisent maintenant tous des claviers étendus à l'alphabet simplifié anglo-maltais sans les digrammes Għ et Ie :
- A, B, Ċ, C, D, E, F, Ġ, G, H, Ħ, I, J, K, L, M, N, O, P, Q, R, S, T, U, V, W, X, Y, Ż, Z.

### Codage informatique
En 1961, le premier jeu de caractères ASCII (American Standard Code for Information Interchange), code américain normalisé pour l'échange d'information, comportait les seuls 95 caractères permettant l'écriture de l'anglais. Sa dernière version de 1986, normalisée par ANSI (American National Standards Institute ou Institut national américain de normalisation) n'offre pas plus de possibilité que la norme ISO 646 de l'Organisation internationale de normalisation de 1972. Mais l'extension à 128 caractères permet de créer des tables comportant 12 caractères nationaux.
| Codes    | Codes | Codes | Variante nationale maltaise ISO/CEI 646 MT |
| binaire  | déc.  | hexa  | Caractères compatibles maltais             |
| -------- | ----- | ----- | ------------------------------------------ |
| 010 0011 | 35    | 23    | #                                          |
| 010 0100 | 36    | 24    | $                                          |
| 100 0000 | 64    | 40    | @                                          |
| 101 1011 | 91    | 5B    | ġ                                          |
| 101 1100 | 92    | 5C    | ż                                          |
| 101 1101 | 93    | 5D    | ħ                                          |
| 101 1110 | 94    | 5E    | ^                                          |
| 110 0000 | 96    | 60    | ċ                                          |
| 111 1011 | 123   | 7B    | Ġ                                          |
| 111 1100 | 124   | 7C    | Ż                                          |
| 111 1101 | 125   | 7D    | Ħ                                          |
| 111 1110 | 126   | 7E    | Ċ                                          |

En 1999, une nouvelle norme ISO/CEI 8859 codant sur 8 bits permet la création de tables de caractères régionaux complets. la norme ISO/CEI 8859-3 permet le codage des caractères maltais. Vient ensuite la norme ISO/CEI 2022 qui code sur 8 ou 16 bits élargissant ainsi les possibilités de codage avant la création de la norme ISO/CEI 10646 et d'Unicode.
Les caractères de base de l'alphabet étendu anglo-maltais : Aa, Bb, Cc, Dd, Ee, Ff, Gg, Hh, Ii, Jj, Kk, Ll, Mm, Nn, Oo, Pp, Qq, Rr, Ss, Tt, Uu, Vv, Ww, Xx, Yy et Zz, se trouvent dans la table des caractères Unicode - latin de base. Les claviers anglo-maltais comportent des touches permettant la frappe directe des caractères accentués : Àà, Èè, Ìì, Òò et Ùù, se trouvent dans la table des caractères Unicode - supplément latin-1.
Les caractères spécifiques à la langue maltaise se trouvent dans la table des caractères Unicode - latin étendu A. La lettre Ċ, appelée en français « lettre majuscule latine C point en chef » est codée 010A, ċ « lettre minuscule latine c point en chef » est codée 010B, Ġ « lettre majuscule latine G point en chef » est codée 0120, ġ « lettre minuscule latine g point en chef » est codée 0121, Ħ « lettre majuscule latine H barré » est codée 0126, ħ « lettre minuscule latine h barré » est codée 0127, Ż « lettre majuscule latine Z point en chef » est codée 017B et ż « lettre minuscule latine z point en chef » est codée 017C.
| Code  | --- 0 | --- 1 | --- 2 | --- 3 | --- 4 | --- 5 | --- 6 | --- 7 | --- 8 | --- 9 | --- A | --- B | --- C | --- D | --- E | --- F |
| ----- | ----- | ----- | ----- | ----- | ----- | ----- | ----- | ----- | ----- | ----- | ----- | ----- | ----- | ----- | ----- | ----- |
| 000 - |       |       |       |       |       |       |       |       |       |       |       |       |       |       |       |       |
| 001 - |       |       |       |       |       |       |       |       |       |       |       |       |       |       |       |       |
| 002 - | \|    | !     | "     | #     | $     | %     | &     | '     | (     | )     | *     | +     | ,     | -     | .     | /     |
| 003 - | 0     | 1     | 2     | 3     | 4     | 5     | 6     | 7     | 8     | 9     | :     | ;     | <     | =     | >     | ?     |
| 004 - | @     | A     | B     | C     | D     | E     | F     | G     | H     | I     | J     | K     | L     | M     | N     | O     |
| 005 - | P     | Q     | R     | S     | T     | U     | V     | W     | X     | Y     | Z     | [     | \     | ]     | ^     | _     |
| 006 - | `     | a     | b     | c     | d     | e     | f     | g     | h     | i     | j     | k     | l     | m     | n     | o     |
| 007 - | p     | q     | r     | s     | t     | u     | v     | w     | x     | y     | z     | {     | \|    | }     | ~     |       |

| Code  | --- 0 | --- 1 | --- 2 | --- 3 | --- 4 | --- 5 | --- 6 | --- 7 | --- 8 | --- 9 | --- A | --- B | --- C | --- D | --- E | --- F |
| ----- | ----- | ----- | ----- | ----- | ----- | ----- | ----- | ----- | ----- | ----- | ----- | ----- | ----- | ----- | ----- | ----- |
| 008 - |       |       |       |       |       |       |       |       |       |       |       |       |       |       |       |       |
| 009 - |       |       |       |       |       |       |       |       |       |       |       |       |       |       |       |       |
| 00A - |       | ¡     | ¢     | £     | ¤     | ¥     | ¦     | §     | ¨     | ©     | ª     | «     | ¬     |       | ®     | ¯     |
| 00B - | °     | ±     | ²     | ³     | ´     | µ     | ¶     | ·     | ¸     | ¹     | º     | »     | ¼     | ½     | ¾     | ¿     |
| 00C - | À     | Á     | Â     | Ã     | Ä     | Å     | Æ     | Ç     | È     | É     | Ê     | Ë     | Ì     | Í     | Î     | Ï     |
| 00D - | Đ     | Ñ     | Ò     | Ó     | Ô     | Õ     | Ö     | ×     | Ø     | Ù     | Ú     | Û     | Ü     | Ý     | Þ     | ß     |
| 00E - | à     | á     | â     | ã     | ä     | å     | æ     | ç     | è     | é     | ê     | ë     | ì     | í     | î     | ï     |
| 00F - | ð     | ñ     | ò     | ó     | ô     | õ     | ö     | ÷     | ø     | ù     | ú     | û     | ü     | ý     | þ     | ÿ     |

| Code  | --- 0 | --- 1 | --- 2 | --- 3 | --- 4 | --- 5 | --- 6 | --- 7 | --- 8 | --- 9 | --- A | --- B | --- C | --- D | --- E | --- F |
| ----- | ----- | ----- | ----- | ----- | ----- | ----- | ----- | ----- | ----- | ----- | ----- | ----- | ----- | ----- | ----- | ----- |
| 010 - | Ā     | ā     | Ă     | ă     | Ą     | ą     | Ć     | ć     | Ĉ     | ĉ     | Ċ     | ċ     | Č     | č     | Ď     | ď     |
| 011 - | Đ     | đ     | Ē     | ē     | Ĕ     | ĕ     | Ė     | ė     | Ę     | ę     | Ě     | ě     | Ĝ     | ĝ     | Ğ     | ğ     |
| 012 - | Ġ     | ġ     | Ģ     | ģ     | Ĥ     | ĥ     | Ħ     | ħ     | Ĩ     | ĩ     | Ī     | ī     | Ĭ     | ĭ     | Į     | į     |
| 013 - | İ     | ı     | Ĳ     | ĳ     | Ĵ     | ĵ     | Ķ     | ķ     | ĸ     | Ĺ     | ĺ     | Ļ     | ļ     | Ľ     | ľ     | Ŀ     |
| 014 - | ŀ     | Ł     | ł     | Ń     | ń     | Ņ     | ņ     | Ň     | ň     | ŉ     | Ŋ     | ŋ     | Ō     | ō     | Ŏ     | ŏ     |
| 015 - | Ö     | ö     | Œ     | œ     | Ŕ     | ŕ     | Ŗ     | ŗ     | Ř     | ř     | Ś     | ś     | Ŝ     | ŝ     | Ş     | ş     |
| 016 - | Š     | š     | Ţ     | ţ     | Ť     | ť     | Ŧ     | ŧ     | Ũ     | ũ     | Ū     | ū     | Ŭ     | ŭ     | Ů     | ů     |
| 017 - | Ű     | ű     | Ų     | ų     | Ŵ     | ŵ     | Ŷ     | ŷ     | Ÿ     | Ź     | ź     | Ż     | ż     | Ž     | ž     | ſ     |

Légende :
1. 1 2 3 4 5 6 7 8 9 10 11 12 13 14 15 16 17 18 19 20 21 22 23 24 25 26 27 28 29 30 31 32 33 34 35 36 37 38 39 40 41 42 43 44 45 46 47 48 49 50 51 52 53 54 55 56  Caractères de l'alphabet maltais (surlignés en rouge)
2. 1 2 3 4  Caractères de l'alphabet étendu anglo-maltais (surlignés en vert)
3. 1 2 3 4 5 6 7 8 9 10  Caractères de l'alphabet étendu maltais (surlignés en bleu)